# Davide Casarotto
Davide Casarotto (Vicenza, 19 luglio 1971) è un ex ciclista su strada italiano, professionista dal 1996 al 2003.

## Carriera
Nato nel 1971 a Vicenza, è figlio di Silvano Casarotto, anche lui ciclista, professionista nel solo 1966 con la Mainetti e morto nel 2014.
Nel 1995, all'ultimo anno da dilettante, con la G.S. Fis Parolin - Sorelle Ramonda, ha vinto Trofeo Gino Visentini, G.P. Cementi Zillo e anche Giro d'Oro e Vicenza-Bionde.
Nel 1996, a 25 anni, è passato professionista con la Scrigno-Blue Storm, partecipando al Giro d'Italia (65º), alla Vuelta a España (ritirandosi) e alla Milano-Sanremo (89º), e vincendo inoltre il Gran Premio della Liberazione. L'anno successivo (1997) ha partecipato alla sua unica Liegi-Bastogne-Liegi (29º) e ha ottenuto i risultati più importanti della sua carriera, vincendo la seconda tappa della Tirreno-Adriatico (da Venafro a Pescasseroli) e piazzandosi quinto sia al Giro delle Fiandre sia alla Parigi-Roubaix.
Rimasto fino al 1998 alla Scrigno, nel solo 1999 ha corso con gli olandesi della TVM. Nel 2000 si è trasferito all'Alessio, vincendo al primo anno la quarta tappa del Deutschland Tour e la Clásica de Sabiñánigo, al secondo il Grand Prix de la Ville de Rennes, la seconda tappa della Vuelta a Aragón e il Rund um den Flughafen Koln-Bonn. Nel 2002 ha preso parte al suo unico Tour de France, chiudendolo al 149º posto, e ha ottenuto l'ultima vittoria della sua carriera, la quinta tappa del Bayern Rundfahrt.
Ha chiuso la carriera nel 2003, a 32 anni, con otto vittorie da professionista, e la partecipazione a quattro Giri d'Italia (due terminati), tre Vuelte a España (una sola terminata, quello del 1997, al 108º posto), un Tour de France, quattro Milano-Sanremo (miglior piazzamento l'undicesimo posto del 1997), tre Giri delle Fiandre, tre Parigi-Roubaix e una Liegi-Bastogne-Liegi.
Dopo il ritiro è stato allenatore a livello giovanile.

## Palmarès
- 1995 (dilettanti)

Trofeo Gino Visentini
G.P. Cementi Zillo
Giro d'Oro
Vicenza-Bionde
- 1996 (Scrigno-Blue Storm, una vittoria)

Gran Premio della Liberazione
- 1997 (Scrigno-Gaerne, una vittoria)

2ª tappa Tirreno-Adriatico (Venafro > Pescasseroli)
- 2000 (Alessio, due vittorie)

4ª tappa Deutschland Tour (Bad Dürrheim > Stoccarda)
Clásica de Sabiñánigo
- 2001 (Alessio, tre vittorie)

Grand Prix de la Ville de Rennes
2ª tappa Vuelta a Aragón (Graus > Tamarite de Litera)
Rund um den Flughafen Koln-Bonn
- 2002 (Alessio, una vittoria)

5ª tappa Bayern Rundfahrt (Schwabach > Marktredwitz)

## Piazzamenti

### Grandi Giri
- Giro d'Italia

1996: 65º
1998: non partito (18ª tappa)
1999: non partito (14ª tappa)
2001: 96º
- Tour de France

2002: 149º
- Vuelta a España

1996: ritirato
1997: 108º
2001: ritirato (10ª tappa)

### Classiche monumento
- Milano-Sanremo

1996: 89º
1997: 11º
1998: 24º
1999: 53º
- Giro delle Fiandre

1997: 5º
1999: 35º
2003: ritirato
- Parigi-Roubaix

1997: 5º
1998: 45º
2003: ritirato
- Liegi-Bastogne-Liegi

1997: 29º